# Open Barletta 2024
L'Open Barletta 2024 è stato un torneo maschile di tennis professionistico. È stata la 24ª edizione del torneo, facente parte della categoria Challenger 75 nell'ambito dell'ATP Challenger Tour 2024, con un montepremi di 73 000 €. Si è giocato dal 1° al 7 aprile 2024 sui campi in terra rossa del Circolo Tennis "Hugo Simmen" di Barletta, in Italia.

## Partecipanti

### Teste di serie
| Nazionalità          | Giocatore            | Ranking* | Testa di serie |
| -------------------- | -------------------- | -------- | -------------- |
| Francia              | Harold Mayot         | 141      | 1              |
| Bosnia ed Erzegovina | Damir Džumhur        | 159      | 2              |
| Austria              | Filip Misolic        | 166      | 3              |
| Francia              | Benjamin Bonzi       | 168      | 4              |
| Italia               | Stefano Travaglia    | 190      | 5              |
| Italia               | Franco Agamenone     | 195      | 6              |
| Bosnia ed Erzegovina | Nerman Fatić         | 200      | 7              |
| Italia               | Francesco Maestrelli | 226      | 8              |

* Ranking al 18 marzo 2024.

### Altri partecipanti
I seguenti giocatori hanno ricevuto una wild card per il tabellone principale:
- Nikoloz Basilašvili
- Jacopo Berrettini
- Marcello Serafini

I seguenti giocatori sono entrati in tabellone come alternate:
- Filip Cristian Jianu
- Giovanni Oradini

I seguenti giocatori sono passati dalle qualificazioni:
- Santiago Rodríguez Taverna
- Matthew Dellavedova
- Andrea Guerrieri
- Carlos Gimeno Valero
- Kirill Kivattsev
- Andrea Picchione

## Punti e montepremi
| Torneo    | Torneo              | V     | F     | SF    | QF    | 2T    | 1T  | Q | Q2  | Q1  |
| Singolare | Punti               | 75    | 44    | 22    | 12    | 6     | 0   | 4 | 2   | 0   |
| Singolare | Premi in denaro (€) | 9,880 | 5,820 | 3,450 | 2,000 | 1,165 | 720 | – | 360 | 185 |
| Doppio    | Punti               | 75    | 44    | 22    | 12    | –     | 0   | – | –   | –   |
| Doppio    | Premi in denaro (€) | 4,250 | 2,450 | 1,480 | 880   | –     | 500 | – | –   | –   |

## Campioni

### Singolare
Damir Džumhur ha sconfitto in finale  Harold Mayot con il punteggio di 6–1, 6–3.

### Doppio
Zdeněk Kolář /  Tseng Chun-hsin hanno sconfitto in finale  Théo Arribagé /  Benjamin Bonzi con il punteggio di 1–6, 6–3, [10–7].